# Pozděchov
Pozděchov település Csehországban, Vsetíni járásban. Pozděchov Lužná, Lačnov, Drnovice, Ublo, Jasenná, Bratřejov, Tichov és Prlov településekkel határos. Lakosainak száma 595 fő (2024. január 1.).

## Népesség
A település lakosságának változását az alábbi diagram mutatja:
| Lakosok száma | 558  | 625  | 665  | 687  | 674  | 586  | 593  | 594  | 579  | 595  |
|               | 1869 | 1890 | 1921 | 1950 | 1980 | 2001 | 2017 | 2019 | 2022 | 2024 |